# بيت الجيشى (نجرة)

تعديل مصدري - تعديل

بيت الجيشى هي إحدى قرى عزلة دواس بمديرية نجرة التابعة لمحافظة حجة، بلغ تعداد سكانها 758 نسمة حسب تعداد اليمن لعام 2004.